# DB Regio Bayern
DB Regio Bayern ist eine Region der DB Regio AG. Diese zählt zum Ressort Personenverkehr der Deutschen Bahn. Als Eisenbahnverkehrsunternehmen betreibt DB Regio Bayern im Auftrag der Bayerischen Eisenbahngesellschaft (BEG) Schienennahverkehrsleistungen in Bayern. 2008 lag das Beförderungsaufkommen an einem durchschnittlichen Werktag bei rund 1,1 Millionen Fahrgästen.

## Unternehmensstruktur
Nach Gründung der DB Regio 1996 wurde zu Beginn des neuen Jahrtausends die zentral angelegte Organisationsstruktur des Geschäftsbereichs geändert und neun regionale Organisationseinheiten aufgebaut. 2001 entstand DB Regio Bayern somit aus der Zusammenfassung der bis dahin getrennt arbeitenden Bereiche Nordbayern und Südbayern sowie dreier Busgesellschaften. Unter einer gemeinsamen Regionalleitung (für Schienen- und Busverkehr) wurden zunächst fünf regionale Einheiten geschaffen: Verkehrsbetrieb Nord, Verkehrsbetrieb Süd, Verkehrsbetrieb Ost, Mittelstandsoffensive Mühldorf und die S-Bahn München GmbH sowie im Rahmen der Mittelstandsoffensive Mühldorf die Südostbayernbahn geschaffen. Um auf aktuelle Entwicklungen am Fahrgastmarkt zeitnah reagieren zu können, wurde 2004 die Struktur erneut überarbeitet und die bestehenden regionalen Einheiten (mit Ausnahme der heute zu DB RegioNetze gehörenden Südostbayernbahn) neu aufgeteilt und in fünf operativ arbeitende RegioBahnen umgewandelt.
Bis zum 30. September 2010 hießen die RegioBahnen in Bayern:
- DB Regio Unterfranken
- DB Regio Mittelfranken
- DB Regio Oberfranken
- DB Regio Ostbayern
- DB Regio Oberbayern
- Regio Allgäu
- DB Regio Bayerisch-Schwaben
- S-Bahn München

Seit dem 1. Oktober 2010 heißen diese RegioBahnen, nach einer zentralen Vorgabe in fünf regionalen Verkehrsbetrieben (RVB).
- (RVB) Franken (aus DB Regio Mittel- und Unterfranken)
- (RVB) Nordostbayern (aus DB Regio Oberfranken und den nördlichen Teilen von DB Regio Ostbayern)
- (RVB) Allgäu-Schwaben (aus DB Regio Bayerisch-Schwaben und Allgäu)
- (RVB) Oberbayern (aus DB Regio Oberbayern und den südlichen Teilen von DB Regio Ostbayern)
- (RVB) S-Bahn München

Am 1. Januar 2017 wurde DB Regio in Bayern neu strukturiert. Die bisher einzeln geführten Verkehrsbetriebe wurden dabei aufgelöst und alle gesamt unter dem Namen DB Regio Bayern betrieben. Die S-Bahn München wird dabei komplett aus dem Bereich der Regio Bayern ausgegliedert und ist ab dem 1. Januar 2017 der DB-Konzernzentrale unterstellt. Die früheren vier Angebotsnamen der Regionen, Allgäu-Schwaben, Franken, Nordostbayern und Oberbayern werden nicht mehr verwendet, nur die Standorte Augsburg/Kempten, Nürnberg/Würzburg, Hof und München blieben unverändert bestehen.

## Fahrgastentwicklung
DB Regio Bayern befördert an einem durchschnittlichen Werktag rund 1,1 Millionen Fahrgäste. Davon entfallen auf die S-Bahn München rund 780.000 Fahrgäste. Seit der flächendeckenden Einführung des Bayern-Takts im Jahr 1996 stiegen die Fahrgastzahlen um rund 25 % an. Neben dem Einsatz neuer Züge und Angebotsausweitungen ist hierfür maßgeblich der flächendeckende Taktverkehr ausschlaggebend. Auf nahezu allen Hauptverkehrsstrecken gilt seit 1996 ein Stundentakt. Auf einzelnen Nebenstrecken verkehren Züge im Zweistunden-Rhythmus. Um Anschlussverbindungen an Knotenbahnhöfen zu realisieren, wurde ein integraler Taktfahrplan mit einzelnen Korrespondenzhalten an Knotenbahnhöfen realisiert. Der integrale Taktfahrplan geht in diesem Fall von stündlichen Verbindungen zur selben Taktlage aus. Zur vollen oder halben Stunde erreichen möglichst viele Züge einen bestimmten Knotenpunkt, um bestmögliche Anschlussverbindungen zu weiteren Zügen mit kurzen Umsteigezeiten zu realisieren. Korrespondenzhalte ermöglichen zudem den Umstieg zwischen Zügen mit vielen Umsteigebeziehungen am selben Bahnsteig. Das Verkehrsvolumen im bayerischen Nahverkehr wurde im Zeitraum zwischen 1996 und 2006 um rund 18 % ausgeweitet.

## Verkehrsdurchführungsvertrag
2003 schloss DB Regio Bayern einen Verkehrsdurchführungsvertrag mit der BEG über eine vertragliche Laufzeit von zehn Jahren ab. Darin sind u. a. das Leistungsvolumen (rund 97,5 Mio. Zugkilometer), die Einnahmen durch Bestellerentgelte sowie die Investitionen seitens DB Regio Bayern in die Anschaffung neuer Fahrzeuge geregelt. Des Weiteren ist darin die Ausschreibung eines bestimmten Volumens an verkehrlichen Leistungen festgeschrieben. Demnach können von 2003 bis 2013 insgesamt 30 % des Gesamtverkehrsvolumens in Bayern von der BEG öffentlich ausgeschrieben und neu vergeben werden. Für die S-Bahn München und die von DB Regio Franken betriebene S-Bahn Nürnberg wurden Verkehrsdurchführungsverträge bis zum Jahr 2017 abgeschlossen. Grund hierfür sind hohe Investitionen in neue Fahrzeuge. So wurde der Fuhrpark der S-Bahn München in den letzten Jahren fast komplett auf neue Triebzüge der Baureihe 423 umgestellt. Nur noch selten kommen alte Züge der Baureihe 420 zum Einsatz. Im Rahmen der Erweiterung des Nürnberger S-Bahn Netzes werden auch dort neue Triebzüge angeschafft, die z. T. die Altbaufahrzeuge ersetzen werden.

## Gewonnene Ausschreibungen
DB Regio Bayern ging bisher bei acht von insgesamt 18 Ausschreibungen der BEG als Sieger hervor. Im Zeitraum zwischen 2003 und 2007 konnte DB Regio Bayern sechs von elf Ausschreibungen gewinnen. Dies entspricht einer Verkehrsleistung von rund 20,51 Millionen Zugkilometer pro Jahr und einem Anteil von 60 % gemessen am Gesamtvolumen aller Ausschreibungen zwischen 2003 und 2007.

### München–Passau (Donau-Isar-Express)
Auf dieser Strecke kommen die Loks der Baureihe 111 und 146, mit Doppelstockwagen, und ursprünglich seit 2010 zwölf Triebzüge der Baureihe 440 zum Einsatz, die vom Hersteller Alstom als Coradia Continental bezeichnet werden. Dabei wurde das Zugangebot auf der Strecke auf einen durchgängigen Stundentakt vom frühen Morgen bis zum Abend verdichtet.
In Zukunft sollen insbesondere die Baureihe 440 sukzessive durch neue Züge der Baureihe 462 des Herstellers Siemens ersetzt werden. Die Züge der Baureihe 440, welche im Vergleich eine geringe Kapazität aufweisen, sollen in andere Netze wechseln. Bereits seit Dezember 2023 verkehren sechs der Fahrzeuge auf der Linie RE 62 Löhne-Rheine.

### Neigetechniknetz Nordostbayern
Das Neigetechniknetz Nordostbayern umfasst die Strecken Nürnberg – Hof (über Bayreuth und über Marktredwitz), Nürnberg – Bamberg, Nürnberg – Coburg, Marktredwitz – Cheb, Bamberg – Hof, Bamberg – Bayreuth, Nürnberg – Regensburg, Nürnberg – Neustadt an der Waldnaab, Regensburg – Nürnberg sowie Nürnberg – Furth im Wald. Diese Strecken werden mit Fahrzeugen der Baureihe 612 befahren, welche bis 2025 modernisiert werden sollen. Die Besonderheit an diesen Fahrzeugen ist, dass sie sich in Kurven bis zu 8° neigen und somit eine höhere Geschwindigkeit fahren dürfen, was die Fahrzeit verkürzt. Im Oktober 2021 erteilte die BEG der DB Regio AG den Zuschlag für den Verkehrsvertrag von 2023 bis 2030. Die Linien wurden auch zuvor bereits von DB Regio betrieben. Nach Ende des Verkehrsvertrags sollen die Fahrzeuge der Baureihe 612 durch neue Triebzüge ersetzt werden.

### D-Netz Nürnberg (Mittelfrankenbahn)
Seit dem 14. Dezember 2008 kommen auf den nicht elektrifizierten Eisenbahnstrecken rund um Nürnberg (Nürnberg Nordost – Gräfenberg, Nürnberg – Simmelsdorf / Neuhaus, Fürth–Markt Erlbach, Fürth–Cadolzburg und Neustadt a. d. Aisch–Rothenburg o. d. Tauber) neue Dieseltriebwagen der Baureihe 648.3 zum Einsatz. Bei Alstom bestellte DB Regio Bayern 27 der vom Hersteller als LINT 41 bezeichneten Züge. Ursprünglich plante die BEG durch ein Flügelkonzept umsteigefreie Direktverbindungen von Nürnberg nach Markt Erlbach und Rothenburg o. d. Tauber zu schaffen. Dabei war vorgesehen die mit mehreren Zugteilen ab Nürnberg verkehrenden Züge im Bahnhof von Siegelsdorf zu flügeln und einen Zugteil Richtung Markt Erlbach, den anderen Richtung Neustadt a. d. Aisch/Rothenburg o. d. Tauber fahren zu lassen.
Zugleich wurden jedoch die Planungen zum Bau des Bahnhofs Neustadt a.d. Aisch Mitte vorangetrieben. Wegen des Fahrzeitverlusts durch den zusätzlichen Halt in Verbindung mit der hohen Streckenauslastung zwischen Fürth und Neustadt (Aisch) war das ursprüngliche auf Dieselfahrzeugen basierende Flügelungskonzept nicht mehr möglich.
Aus diesem Grund wurde dazu übergegangen, die Regionalbahnen von Nürnberg bis Neustadt a. d. Aisch mit neuen elektrischen Triebzügen der Baureihe 440 zu betreiben. Diese Züge kommen seit Juni 2010 zum Einsatz.
Alle im D-Netz Nürnberg verkehrenden Zugverbindungen firmieren unter dem Produktnamen Mittelfrankenbahn. Bei einer 2007 durchgeführten Marktforschung wählten Fahrgäste unter einer Auswahl von mehreren Produktnamen diese Bezeichnung mehrheitlich aus.
Aufgrund der Zulassungsprobleme der neuen Fahrzeuge, analog zum Donau-Isar-Express konnte der geplante Einsatz der ET 440 erst zum kleinen Fahrplanwechsel am 13. Juni 2010 erfolgen. Bis dahin wurden die bekannten Modus-Wagen, weitgehend mit zwei Lokomotiven bespannt eingesetzt.

### E-Netz Augsburg (Fugger-Express) – ehemaliges Netz der DB Regio
In der Ausschreibung des E-Netz Augsburg (Elektrisches Eisenbahnnetz im Raum Augsburg), ein Teil der Mobilitätsdrehscheibe Augsburg, bündelte die BEG die Strecken von München über Augsburg nach Ulm, von München über Augsburg nach Donauwörth/Treuchtlingen und die Relation Donauwörth – Aalen. Der Vertrag zur Durchführung der Verkehre auf diesen Relationen hatte eine Laufzeit von Dezember 2008 bzw. Dezember 2009 für die Strecke Donauwörth – Aalen bis zum Dezember 2019.
Beim Schienenfahrzeughersteller Alstom bestellte die DB Regio Bayern 37 neue Triebzüge der Baureihe 440. Die ab Dezember 2009 bzw. Dezember 2010 auch auf den Relationen München – Passau und Nürnberg – Neustadt a.d. Aisch sowie im E-Netz Würzburg (Mainfrankenbahn) verkehrenden Züge kamen deutschlandweit erstmals im E-Netz Augsburg zum Einsatz.
Zwischen Augsburg und München wurde vom frühen Morgen bis etwa 21:00 Uhr ein Halbstundentakt angeboten und im Abschnitt Augsburg – Gessertshausen erhöht sich das Angebot auf 4 Züge pro Stunde im Berufsverkehr. Zwischen Augsburg und Meitingen verkehren seit dem 14. Dezember 2008 drei Züge pro Stunde und Richtung im Berufsverkehr und zwischen Augsburg und Dinkelscherben besteht von Montag bis Freitag ein ganztägiger Halbstundentakt.
Der Verkehrsdurchführungsvertrag lief im Dezember 2019 aus und wurde nahtlos mit Übergangsvertrag bis Dezember 2022 weitergeführt. Ab Dezember 2022 übernahm Go Ahead (nun: Arverio) das Netz.

### E-Netz Franken (Franken-Thüringen-Express)
Die Ausschreibung E-Netz Franken umfasst den stündlichen Regional-Express von Nürnberg über Bamberg, Lichtenfels und Coburg nach Sonneberg (Thüringen) und teils über die Schnellfahrstrecke bis nach Erfurt. Zum Einsatz kommen Triebzüge der Baureihe 442 (Bombardier Talent 2) und der Baureihe 462 (Siemens Desiro HC) in vier- und sechsteiliger Ausführung und einer Höchstgeschwindigkeit von 160 bzw. 190 km/h.
Bis zum Fahrplanwechsel Dezember 2023 wurden außerdem Dostos mit zwei Baureihen 193 im Sandwich Betrieb zwischen Nürnberg und Sonneberg eingesetzt, welche dank ETCS auch auf der Schnellfahrstrecke verkehren durften.
Die DB Regio betreibt das Netz Franken-Südthüringen nach gewonnener Neuausschreibung auch ab Dezember 2023 bis voraussichtlich Dezember 2035 weiter. Eingesetzt werden unter anderem die vier- und sechsteilige Züge des Typs Siemens Desiro HC.

### D-Netz Augsburg I (Kneipp-Lechfeld-Bahn) – ehemaliges Netz der DB Regio
Im D-Netz Augsburg I wurden die beiden Strecken von Augsburg nach Landsberg am Lech und Bad Wörishofen gebündelt. Der Verkehrsvertrag lief von Dezember 2007 bis Dezember 2017. Zwischen Dezember 2017 und Dezember 2018 konnte das Netz in einem Übergangsvertrag weiterhin durch die DB Regio Bayern bedient werden. Die Strecken wurden mit Dieseltriebwagen der Baureihe 642 befahren. Die Verbindungen firmierten unter der Produktbezeichnung Kneipp-Lechfeld-Bahn und wurden teilweise in Doppeltraktion gefahren. Ab Dezember 2018 übernahm die Bayrische Regiobahn das Regionalnetz.

### Regionalverkehr ABS / NBS Nürnberg – München (München-Nürnberg-Express, Allersberg-Express)
Bei den Planungen zum Bau der Schnellfahrstrecke Nürnberg – Ingolstadt wurde ein Betriebskonzept zur Umsetzung eines schnellen Regionalverkehrs von Nürnberg über Ingolstadt nach München mit aufgenommen. Dabei sollte die Gemeinde Allersberg nach Jahrzehnten ohne Anschluss an den Schienenpersonenverkehr über einen neu zu erbauenden Bahnhof entlang der Neubaustrecke wieder direkt mit der Bahn anzufahren sein. Ein weiterer Halt auf der Schnellfahrstrecke entstand bei Kinding. Auch diese Gemeinde erhielt nach mehreren Jahrzehnten wieder einen direkten Anschluss an den Schienenpersonennahverkehr. Um den durch den Bau der Schnellfahrstrecke erzielten Zeitgewinn bei Fernzügen zwischen Nürnberg und München (rund 40 Minuten beim Vergleich zur Fahrt über Augsburg) nicht zu schmälern, galt es, konfliktfreie Trassenbeziehungen zwischen den bis zu 300 km/h schnellen Fernverkehrszügen und den bis dato bis maximal Tempo 160 km/h zugelassenen Regionalzügen zu realisieren. DB Regio Bayern bewarb sich daher mit IC-Wagengarnituren bei der BEG, um den Zuschlag für die Ausschreibung zu erhalten. Das Konzept sah vor, mit druckertüchtigten, 200 km/h schnellen Bpmz- und Bvmz-Wagen einen Zwei-Stunden-Takt zwischen den Hauptbahnhöfen von München und Nürnberg zu realisieren. Diese Verbindungen firmieren unter dem Produktnamen München-Nürnberg-Express. Zwischen Ingolstadt und München verkehren zudem ebenfalls Regional-Express Züge als Taktverstärker mit maximal zehn IC-Wagengarnituren. Der planmäßige Fahrgastbetrieb des München-Nürnberg-Express und Allersberg-Express wurde mit dem Fahrplanwechsel am 10. Dezember 2006 aufgenommen. Im Abschnitt München – Nürnberg kommen sechs mit einer Lok der Baureihe 101 bespannten IC-Wagenzüge zum Einsatz. Unterwegs bedienen die Züge die Bahnhöfe Allersberg (Rothsee), Kinding, Ingolstadt Nord, Ingolstadt Hauptbahnhof, Rohrbach, Pfaffenhofen (Ilm) und Petershausen (Obb) (von einzelnen Zügen wird dieser Halt nicht angefahren). Mit einer Höchstgeschwindigkeit von 200 km/h handelt es sich beim München-Nürnberg-Express um den schnellsten Regionalverkehr in Deutschland. Während der Fahrt wird die Höchstgeschwindigkeit auf der Schnellfahrstrecke von der Abzweigung Nürnberg-Reichswald (bei Feucht) bis kurz vor Einfahrt in den Auditunnel (vor Ingolstadt Nord) und auf der Ausbaustrecke von Petershausen bis München-Allach erreicht. Die Züge des München-Nürnberg-Express werden von Berufspendlern ebenso wie von Freizeitsportlern auf Grund des nahe liegenden Altmühltales sehr gut angenommen.
Zwischen Allersberg und Nürnberg Hbf konnte auf Grund der relativ geringen Entfernung ein Stundentakt in zeitlich versetzter Lage zum München-Nürnberg-Express mit modernisierten Bn-Wagen mit Tempo 140 km/h realisiert werden. Diese Züge erhielten die Produktbezeichnung Allersberg-Express und wurden zunächst mit der Baureihe 112, dann mit der Baureihe 111 bespannt. Seit 2013 kamen im Allersberg-Express ebenfalls Lokomotiven der Baureihe 101 mit IC-Wagen zum Einsatz. Im Dezember 2020 wurde das Angebot als neue S5 Teil der S-Bahn Nürnberg mit deren Wagenmaterial.

### E-Netz Würzburg (Mainfrankenbahn)
Die Ausschreibung des E-Netz Würzburg umfasst die elektrifizierten Strecken von Würzburg nach Nürnberg, Schlüchtern / Lohr (Main), Schweinfurt / Bamberg und Ansbach / Treuchtlingen. Die Betriebsaufnahme durch DB Regio Bayern erfolgt in zwei Etappen. Seit Dezember 2009 werden auf der Regional-Express-Linie Würzburg–Nürnberg und auf der Regionalbahnlinie Würzburg–Kitzingen neue Triebzüge der Baureihe 440 eingesetzt. Ein Jahr später befahren diese Züge auch die übrigen Strecken als Regionalbahnen. Für den Betrieb des E-Netz Würzburg bestellt DB Regio Bayern insgesamt 27 dieser Triebzüge. Der Vertrag besitzt für alle Strecken eine Gültigkeit bis Dezember 2021.
Aufgrund von Zulassungsproblemen mit den Fahrzeugen der Baureihe 440 verzögerte sich jedoch der Einsatz der neuen Fahrzeuge. In einem Ersatzkonzept verkehrten hier bis zur Zulassung und Auslieferung der Baureihe 440 weiterhin n-Wagen und Modus-Wagen mit der Baureihe 111. Zur Freisetzung der benötigten Lokomotiven (auch für die Strecke München–Passau) wurden Loks der Baureihe 185 von MRCE Dispolok angemietet. Diese kommen auf der Strecke Würzburg – Frankfurt am Main mit n-Wagen zum Einsatz. Seit 13. Juni 2010 verkehren in der ersten Betriebsstufe zwischen Würzburg und Nürnberg die neuen Elektrotriebwagen der Baureihe 440 als RE, sowie zwischen Würzburg und Kitzingen als RB.

### Werdenfels (Werdenfelsbahn)
Die Ausschreibung Werdenfels umfasst den gesamten Regionalverkehr auf den Strecken München – Garmisch-Partenkirchen – Mittenwald – Innsbruck, Tutzing – Kochel, Murnau – Oberammergau und Garmisch-Partenkirchen – Reutte in Tirol. Die Betriebsaufnahme erfolgte zum Fahrplanwechsel im Dezember 2013. Zum Einsatz kommen vorwiegend Triebzüge der Baureihe 442 (Bombardier Talent 2) in Mehrfachtraktion, teils auch Loks der Baureihe 111 mit bis zu sechs Doppelstockwagen.
Im grenzüberschreitenden Verkehr werden die von Mittenwald über Seefeld nach Innsbruck und nach Reutte in Tirol durchgebundenen Züge für den österreichischen Abschnitt durch den Verkehrsverbund Tirol (VVT) direkt bei der DB Regio Bayern in Anlehnung an die Ausschreibung Werdenfels bestellt. Die auf der Karwendelbahn von Mittenwald weiter bis Innsbruck verkehrenden Züge sind von der ÖBB geschäftsgeführt und fahren im Kooperationsverkehr DB – ÖBB. Einzelne Züge verkehren zwischen Innsbruck und Garmisch-Partenkirchen mit Fahrzeugen der ÖBB-Reihe 4024 / 4023 (Bombardier Talent).
Der Grundtakt ist auf allen Strecken ein Stundentakt, der im Abschnitt München – Weilheim und teilweise zwischen Tutzing und Kochel durch das ausgeschriebene Flügelzugkonzept auf einen Halbstundentakt verdichtet wird. Zusätzlich verkehren in der Hauptverkehrszeit zwischen Mittenwald/Garmisch und München Hbf noch drei weitere RE-Zugpaare im Stundentakt.

### Main-Spessart (Main-Spessart Express)
Im Januar 2013 gewann DB Regio Bayern die Ausschreibung Main-Spessart. Diese beinhaltet den stündlichen Expressverkehr zwischen Frankfurt am Main, Aschaffenburg und Würzburg und seine zweistündliche Verlängerung über Schweinfurt bis Bamberg. Hinzu kommen ein Berufsverkehrszug nach Frankfurt sowie einzelne Regionalzüge zwischen Gemünden und Aschaffenburg. Es werden Doppelstocktriebwagen des Typs Bombardier Twindexx Vario eingesetzt.

### Ringzug West / NBS
Im Juni 2013 gewann DB Regio Bayern die Ausschreibung „Ringzug West / NBS“ der BEG.
Diese umfasst ab Dezember 2016 die Regionalexpressverkehre von Nürnberg nach Augsburg, sowie von Nürnberg über Ingolstadt nach München. Bei letzteren wird sowohl über die Neubaustrecke, der sogenannte München-Nürnberg-Express, als auch über die Altstrecke gefahren.
Auf den Altstrecken werden Doppelstocktriebwagen des Typs Bombardier Twindexx Vario eingesetzt. Auf der Neubaustrecke sollen die Lokomotiven der DB-Baureihe 102 mit Škoda-Doppelstockwagen zum Einsatz kommen.

### D-Netz Allgäu
Im August 2014 wurde die Vergabe des in zwei Losen mit Betriebsaufnahme im Dezember 2017 vorgesehenen Dieselnetz Allgäu an DB Regio Bayern bekannt gegeben. Dabei konnten beide Lose gewonnen werden. Die Vergabe endet im Jahr 2029 und betrifft die Dieselstrecken in den engeren Einzugsbereichen von München, Augsburg, Kempten und Ulm. Neben Bestandsfahrzeugen u. a. der Baureihe 612 kommen auch Neufahrzeuge des Typs PESA LINK zum Einsatz kommen. Nicht Bestandteil dieser Ausschreibung war der Verkehr von München und Augsburg nach Füssen. Dieser wurde im Rahmen des Dieselnetzes Augsburg I ausgeschrieben und an die Bayerische Regiobahn vergeben.

### Vorortverkehr München Buchloe
Ab Dezember 2021 erhielt DB Regio den Zuschlag zum Betrieb des Vorortverkehrs München Buchloe. In der ersten Betriebsstufe verkehren vorwiegend elektrische Triebzüge des Typs Alstom Coradia Continental (ehemals Donau-Isar-Express), wobei auch andere Fahrzeuge oft zum Einsatz kommen. Die neue Linie RB74 verkehrt auf der Bahnstrecke München–Buchloe stündlich mit Halten in München-Pasing, Fürstenfeldbruck, Geltendorf und Kaufering. Diese ersetzt die Linien RE74 nach Kempten und RB68 nach Füssen, auf denen zuvor Fahrzeuge mit Dieseltraktion eingesetzt wurden. Mit Inbetriebnahme der 2. S-Bahn-Stammstrecke soll die Linie in eine Regional-S-Bahn überführt und dann umsteigefrei in die Münchner Innenstadt verlängert werden.

### Regionalexpress München–Regensburg–Hof
Die DB Regio Bayern erhielt 2021 den Zuschlag für den zweistündlichen Verkehr auf der Verbindung München–Regensburg–Hof. Die vorher von der Länderbahn bediente Strecke wird ab Dezember 2023 von der DB Regio Bayern bedient. Von diesem Schritt sollen die Fahrgäste von moderneren und behindertengerechten Fahrzeugen mit gleichzeitig höherer Kapazität profitieren, ebenso erhofft sich die Bayerische Eisenbahngesellschaft BEG mehr Pünktlichkeit.
Eingesetzt werden ältere Doppelstockzüge aus dem Pool der DB Regio, zwischen München und Regensburg bespannt mit Loks der Baureihe 111 oder 146, zwischen Regensburg und Hof mit Loks der Baureihe 218.
Die Verbindung München–Prag, die bisher gemeinsam mit der Verbindung nach Hof von der Länderbahn bedient wurde (Zugtrennung bisher in Schwandorf) wird ab Dezember 2023 weiterhin von der Länderbahn betrieben. Dadurch wird zwischen Schwandorf und München ein Stundentakt realisiert und somit eine bessere Anbindung garantiert.
Eigenwirtschaftliche Verkehre
Im Gegensatz zu den, durch die BEG bestellten 2 stündlichen RE 30-Leistungen zwischen Nürnberg und Hof (mit Umsteigemöglichkeit nach Dresden, bestellt durch das Sächsische Staatsministerium für Wirtschaft, Arbeit und Verkehr) verkehrten bis zum Fahrplanwechsel am 14. Dezember 2014 die ebenfalls im 2h-Takt fahrenden RE9 des Franken-Sachsen-Express zwischen Nürnberg und Dresden durchgehenden Züge ohne Bestellung durch einen Aufgabenträger vollkommen eigenwirtschaftlich. Geschäftsführend war hierbei die Regiobahn Oberfranken.

## Fahrzeugpark
Mit einem hohen Investitionsvolumen modernisierte DB Regio Bayern in den vergangenen Jahren den eigenen Fuhrpark. Dabei kommen verstärkt durchweg klimatisierte Triebzüge und Doppelstockzüge mit niveaugleichen Einstiegsbereichen sowie Mehrzweckabteilen für mobilitätseingeschränkte Fahrgäste und Fahrradfahrer zum Einsatz. Heute unterhält DB Regio Bayern u. a. Züge und Lokomotiven folgender Baureihen.
| Lokomotiven        | Lokomotiven               | Lokomotiven                                             | Lokomotiven | Lokomotiven | Lokomotiven        |
| Elektrolokomotiven | Elektrolokomotiven        | Elektrolokomotiven                                      | Elektrolokomotiven | Elektrolokomotiven | Elektrolokomotiven |
| Baureihe           | Bezeichnung               | Anzahl                                                  | Bemerkung | Einsatzgebiet | Bild               |
| ------------------ | ------------------------- | ------------------------------------------------------- | --- | --- | ------------------ |
| 101                |                           | keine eigenen Lokomotiven (geliehen von DB Fernverkehr) | wird ab Dezember 2024 zusammen mit ehemaligen Intercity Wagen einen Umlauf der störanfälligen BR 102 ersetzen. | RE 1 München Hbf - Nürnberg Hbf (München-Nürnberg-Express) |                    |
| 102                | Škoda 109E                | 6                                                       | | München-Nürnberg-Express |                    |
| 111                |                           |                                                         | Sollen bis Dezember 2026 ausgemustert werden. Können als Ersatz auch mit Twindexx Vario Mittelwagen verwendet werden. | Mögliche Linien: RE 61 München-Mittenwald RB 6 München-Garmisch Partenkirchen RE 2 im Abschnitt München-Regensburg RB 16 München-Nürnberg RE 16 Nürnberg-Augsburg RE 60 Nürnberg-Treuchtlingen RB 74 München-Buchloe (nur bei extremer Knappheit ET 440) |                    |
| 146                | TRAXX                     | 10                                                      | | RE 2 im Abschnitt München-Regensburg |                    |
| Diesellokomotiven  |                           |                                                         | | |                    |
| 218                |                           |                                                         | | RE 2 im Abschnitt Regensburg Hbf - Hof Hbf |                    |
| 333                |                           |                                                         | Rangierlokomotive (Angemietet von DB Cargo) | Rangieren Unterflurdrehbank München Pasing Betriebsbahnhof |                    |
| Triebzüge          |                           |                                                         | | |                    |
| Elektrotriebzüge   |                           |                                                         | | |                    |
| 420                |                           | 36                                                      | seit dem Fahrplanwechsel im Dezember 2014 im Einsatz; Einsatz nur als Verstärker für S2, S4 und S20; ex S-Bahn Stuttgart | S-Bahn München |                    |
| 423                |                           | 237                                                     | | S-Bahn München |                    |
| 424                |                           | 16                                                      | nicht mit LZB ausgestattet | S7 Hauptbahnhof-Wolfratshausen |                    |
| 440                | Coradia Continental       |                                                         | ex. Fugger-Express vierteilig Donau-Isar-Express vier- und fünfteilig; Mainfrankenbahn drei- und vierteilig; | Mainfrankenbahn RB 74 Vorortverkehr München–Buchloe |                    |
| 442                | Talent 2                  |                                                         | | S-Bahn Nürnberg Werdenfelsbahn: S 6: Innsbruck Hbf - Garmisch-Partenkirchen, weiter als RB 6 RB 6: München Hbf - Garmisch-Partenkirchen, weiter als S 6 RE 61: München Hbf - Mittenwald RE 62: München Hbf - Lermoos RB 63: Murnau - Oberammergau RB 65: München Hbf - Weilheim RB 66: München Hbf - Kochel                                                  |                    |
| 445/446            | Bombardier Twindexx Vario |                                                         | Ringzug West: 3 Züge vierteilig, 15 Züge sechsteilig. (Abweichungen möglich) Main-Spessart: 12 Züge vierteilig | Ringzug West: RB 16 München-Treuchtlingen-Nürnberg RE 16 Augsburg - Nürnberg RE 60 Treuchtlingen - Nürnberg Main-Spessart-Express: RE 54 Frankfurt(Main) Hbf - Bamberg RE 55 Frankfurt(Main) Hbf - Würzburg Hbf |                    |
| 1462               | Siemens Desiro HC         | 51                                                      | Netz Franken-Südthüringen: fünfteilige(1462): 18 sechsteilige(4462): 8 Netz Donau-Isar: vierteilige(1462): 25 | Netz Franken-Südthüringen: RE 14: Nürnberg Hbf - Saalfeld RE 19: Nürnberg Hbf - Sonneberg RE 20: Nürnberg Hbf - Würzburg Hbf RB 25: Bamberg - Kronach RE 28: Nürnberg Hbf - Coburg Hbf (-Sonneberg) RE 29: Nürnberg Hbf - Erfurt Hbf Netz Donau-Isar: RE 3 München Hbf - Passau Hbf RB 33 (München Hbf-) Freising-Landshut Hbf (-Plattling)(-Regensburg Hbf) |                    |
| 1463               | Siemens Mireo             | 6                                                       | Netz Donau-Isar: vierteilige: 6 | Netz Donau-Isar: RE22 München Flughafen - Regensburg Hbf (- Nürnberg Hbf) (Gemeinsam mit agilis 2-stündlich zwischen Nürnberg und Flughafen München, sowie stündlich zwischen Regensburg und Flughafen München) |                    |
| 1440               | Coradia Continental       | 27                                                      | | S-Bahn Nürnberg |                    |
| Dieseltriebwagen   |                           |                                                         | | |                    |
| 612                | Regioswinger              |                                                         | Beheimatung Nürnberg, Hof, Kempten | Neigetechniknetz Nordostbayern Dieselnetz Allgäu |                    |
| 622                | Alstom Coradia LINT 54    | 20                                                      | Beheimatung Kempten, Nürnberg Teilweise Mischbetrieb mit der Baureihe 648 | Dieselnetz Ulm: RS 71 Ulm-Weißenhorn, RS 7 Ulm-Memmingen Mittelfrankenbahn |                    |
| 623                | Alstom Coradia LINT 41    | 8                                                       | Beheimatung Kempten | Dieselnetz Ulm: RS 71 Ulm-Weißenhorn, RS 7 Ulm-Memmingen |                    |
| 633                |                           | 26                                                      | Beheimatung Kempten | Dieselnetz Allgäu |                    |
| 641                | Alstom Coradia A TER      | 6                                                       | neuer Einsatzort Hof (nach Stillstand in Oberfranken) | RE38 Bayreuth-Lichtenfels RE39 Hof-Lichtenfels |                    |
| 642                | Siemens Desiro Classic    |                                                         | (642 001/642 501–642 100/642 600, 642 101/642 601– mindestens 642 130/642 630 und 642 201/642 701– mindestens 642 220/642 720) (inzwischen ist die Nummerierung nicht mehr durchgängig, da die Fahrzeuge oft getauscht wurden und auch neu ausgeschrieben wurden; teilweise sind die hier genannten Fahrzeuge also bereits auch außerhalb Bayerns unterwegs; während von den niedrigeren Nummern aus der ersten Produktionsserie Fahrzeuge neu nach Bayern gekommen sind, wurden von den höheren Nummern einige Fahrzeuge wieder abgezogen); 642 016/642 516 ist nach einem Unfall nicht mehr im DB Bestand; Nicht in Bayern sind: 642 006/642 506 (Westfrankenbahn), 642 058/642 558, 642 059/642 559, 642 232/642 732, 642 237/642 737 (Erzgebirgsbahn), 642 048/642 548, 642 050/642 550, 642 051/642 551, 642 053/642 553, 642 054/642 554, 642 183/642 683, 642 184/642 684, 642 185/642 685 (Rostock), 642 219/642 719 (Sachsen-Anhalt), 642 190/642 690, 642 198/662 698 (Elbe Saale Bahn), 642 108/642 608 (Kaiserslautern – Rheinland-Pfalz), 642 150/642 650, 642 152/642 652 und 642 153/642 653 (Angel Trains). Mindestens 642 141/642 641 ist im Einzugsgebiet / im Raum des VGN im Einsatz. | Mittelfrankenbahn |                    |
| 648                | Alstom Coradia LINT 41    | 27                                                      | Software verändert für den Mischbetrieb mit der Baureihe 622 | Mittelfrankenbahn |                    |
| 650                | Stadler RS1               | 9                                                       | 650 319-327 | RB 78 Günzburg - Mindelheim (Mittelschwabenbahn) |                    |
| Hybridlokomotiven  |                           |                                                         | | |                    |
| 1002               |                           |                                                         | Rangierlokomotive (Angemietet von Alstom) | Rangierarbeiten in München und Nürnberg |                    |

### Reisezugwagen
Abgesehen von Triebwagen setzt DB Regio im bayrischen Regionalverkehr Doppelstockwagen der Bauserien 97, 03 und 2010 ein, darunter auch Steuerwagen. Zusätzlich verkehren seit Dezember 2024 auf dem München-Nürnberg-Express ehemalige Reisezugwagen von DB Fernverkehr. Hierbei handelte es sich um ehemalige IC-Wagen, die im Design von DB Regio lackiert wurden. Als Triebfahrzeuge kommen Lokomotiven der Baureihe 101 zum Einsatz.

### Ehemalige Fahrzeuge
- Die Baureihe 112 wurde aus Bayern komplett abgezogen
- Baureihe 798/998 (796/996): Ausmusterung 2000
- Baureihe 624/924 und 634/934: 2005 ausgemustert
- Baureihe 627 (627.0 und 627.1; bekannt sind: 627 006 und 627 101–105): Ausmusterung 2001–2006
- Baureihe 628.0 (628 001–024): Januar 2005 abgestellt und im Anschluss ausgemustert
- Baureihe 614/914: Bis 2010 ausgemustert
- Ende 2011 wurden die letzten in München stationierten Elektrolokomotiven der Baureihe 110 ausgemustert und verschrottet
- Zum Fahrplanwechsel im Dezember 2014 wurde die Baureihe 610 („Pendolino“) mit ihren 20 Fahrzeugen ausgemustert und abgestellt. Es ist geplant zwei Fahrzeuge museal zu erhalten. 2019 wurden mit Ausnahme der museal erhaltenen Einheiten 610 010/510 (DB-Museum Koblenz) und 610 011/511 (Nossen) sämtliche Fahrzeuge in Trier-Ehrang verschrottet.
- Baureihe 611 (ohne Einsatz in Kempten abgestellt. Inzwischen abgezogen, da das Vorhaben eines Einsatzes verworfen wurde. Teilweise DB Stillstandsmanagement. Soll durch freiwerdende Triebwagen der Baureihe 612 ersetzt werden)#
- Modus / PumA (DB Stillstandsmanagement)
- x-Wagen (zum Dezember 2023 ausgemustert)
- Interregio Wagen (Bayern-Böhmen-Express, Vierländer-Express)
- y-Wagen
- n-Wagen
- Dosto 93 und 94

### Werke
Die einzelnen Fahrzeuge sind in folgenden, DB Regio Bayern zugeordneten Werken beheimatet.
- Werk Kempten (Beheimatung: Baureihen 612, 633, 650, 622, 623)
- Werk München-Steinhausen (Beheimatung: Baureihen 420, 423, 424)
- Werk München-Pasing (Beheimatung: Dosto 97, Dosto 2010, München-Nürnberg-Express Garnituren, Twindexx Vario, Baureihen 442, 440)
- Werk Nürnberg-Gostenhof (Beheimatung: Baureihen 111, 642, 648, 442, Dosto 97, Intercity Wagen für NIM)
- Werk Schwandorf (Länderbahn) (Beheimatung: Dosto 03)
- Werk Würzburg (Beheimatung: Baureihe 440)
- Werk Hof (Beheimatung: Baureihen 612, 641)

Zusätzlich sind Lokomotiven der Baureihe 111 im dem Geschäftsbereich Fernverkehr zugeordneten Werk München Hbf beheimatet, da DB Regio in München selbst kein Werk unterhält das für die Lokomotivmitbeheimatung geeignet ist. Dort werden wegen hoher Auslastung des Werkes Steinhausen zudem teilweise auch die Baureihe 440 gewartet.

## Tarifangebot

### Bayern-Ticket
Das Länderticket der DB Regio Bayern wird unter dem Namen Bayern-Ticket bzw. Bayern-Ticket Single verkauft. Das Bayern-Ticket gilt für beliebig viele Fahrten in der 2. Klasse, kostet 31 € ist an allen Tagen gültig (Montag bis Freitag von 9 Uhr bis 3 Uhr des Folgetages, an Wochenenden und Feiertagen ab Mitternacht). Mit dem Bayern-Ticket können bis zu 5 Personen oder Eltern/Großeltern (max. 2 Erwachsene) mit beliebig vielen eigenen Kindern/Enkeln unter 15 Jahren fahren. Das Bayern-Ticket gilt einen Tag lang in ganz Bayern in allen Nahverkehrszügen, Verbundverkehrsmitteln (S-, U-, Straßenbahnen, Bussen) und fast allen Linienbussen. Das Bayern-Ticket Single wird für 21 € angeboten. Das Bayern-Ticket Nacht kostet ebenfalls 21 € und gilt für bis zu fünf Personen täglich von 18:00 Uhr bis 6:00 Uhr des Folgetages. In den Nächten auf Samstag, Sonntag und auf in ganz Bayern gültigen gesetzlichen Feiertagen bis 7:00 Uhr.

### Regio-Ticket Bayern
Das Regio-Ticket Bayern gilt für eine Person auf allen Strecken der DB AG in Bayern für Verbindungen bis 50 km hin und 50 km zurück von Montag bis Freitag von 9:00 Uhr bis 3:00 Uhr des Folgetages, am Samstag, Sonn- und Feiertag ganztägig. Kinder bis einschließlich 5 Jahren fahren umsonst mit. Das Regio-Ticket Bayern gilt in der zweiten Klasse in allen Nahverkehrszügen der DB AG, außerdem in den Nahverkehrszügen der Erfurter Industriebahn GmbH (EIB), der Vogtlandbahn GmbH (VBG) und in den Alex-Zügen in Bayern. In Baden-Württemberg gilt das Regio-Ticket Bayern bis Ulm Hbf, außerdem in Österreich auf der Außerfernbahn im Verkehr von und nach Deutschland und von und nach Kufstein sowie Salzburg Hbf. Der Gültigkeitsbereich ist auf Fahrten beschränkt, die außerhalb eines Verkehrsverbundes beginnen oder enden.

### Bayern-Böhmen-Ticket
Daneben existiert mit dem Bayern-Böhmen-Ticket seit dem 10. Juni 2007 eine grenzüberschreitende Variante, mit welcher man auch grenznahe Strecken in Tschechien bereisen kann. Für 33 € können mit dem Bayern-Böhmen-Ticket bis zu fünf Personen einen Tag auf Nah- und Regionalzügen in Bayern und grenznahen tschechischen Gebieten reisen. Das Bayern-Böhmen-Ticket Single wird für 23 € angeboten.